# Tazewell Ellett

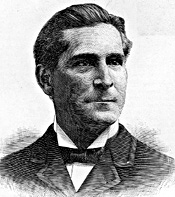
Tazewell Ellett

Tazewell Ellett (* 1. Januar 1856 in Richmond, Virginia; † 19. Mai 1914 in Summerville, South Carolina) war ein US-amerikanischer Politiker. Zwischen 1895 und 1897 vertrat er den Bundesstaat Virginia im US-Repräsentantenhaus.

## Leben
Tazewell Ellett besuchte bis 1876 das Virginia Military Institute in Lexington. Nach einem anschließenden Jurastudium an der University of Virginia in Charlottesville und seiner 1878 erfolgten Zulassung als Rechtsanwalt begann er in Richmond in diesem Beruf zu arbeiten. Er war auch Mitglied im Leitungsgremium des Virginia Military Institute. Politisch schloss er sich der Demokratischen Partei an.
Bei den Kongresswahlen des Jahres 1894 wurde Ellett im dritten Wahlbezirk von Virginia in das US-Repräsentantenhaus in Washington, D.C. gewählt, wo er am 4. März 1895 die Nachfolge von George D. Wise antrat. Da er im Jahr 1896 nicht bestätigt wurde, konnte er bis zum 3. März 1897 nur eine Legislaturperiode im Kongress absolvieren. Nach dem Ende seiner Zeit im US-Repräsentantenhaus praktizierte Ellett in Richmond sowie in New York City wieder als Anwalt. Er starb am 19. Mai 1914 in Summerville und wurde in Richmond beigesetzt.